# آدا جيمس
آدا جيمس (بالإنجليزية: Ada James)‏ هي سفرجات أمريكية، ولدت في 23 مارس 1876، وتوفيت في 29 سبتمبر 1952.